# Syndicat des travailleurs des camps de secours
Le Syndicat des travailleurs des camps de secours (en anglais : Relief Camp Workers' Union ou RCWU) est le syndicat dans lequel les détenus des camps de secours pour les chômeurs du gouvernement Canadien était représentés au début des années 1930. Cette organisation était affiliée à la Ligue d'unité ouvrière, une fédération syndicale administrée par le Parti communiste du Canada. L'organisation est connue pour l'organisation de la Marche sur Ottawa au cours de la Grande Dépression.

## Les dirigeants
Les dirigeants du Syndicat des travailleurs des camps de secours étaient :
- Arthur « Slim » Evans
- Earnest (Smokey) Cumber
- Matt Shaw
- Malcolm MacLeod
- Ronald Liversedge
- James « Red » Walsh
- Perry Hilton
- Lionel Edwards
- Steve Brody
- Bob « Doc » Savage
- Mike McCauley
- Bill Davis
- Gerry Winters
- Jack Cosgrove
- Steward « Paddy » O'Neil[1].

## Sources
- Lorne Brown, Lorsque la Liberté a été perdu : Le Chômage, l'Agitateur, et de l'État, Montréal: Black Rose Books, 1987.
- Victor Howard, « Nous Étions le Sel de la Terre » : Un Récit de la Sur-Ottawa Trek et l'Émeute de Regina. Regina: la division des Plaines Canadiennes Centre de Recherche de l'Université de Regina, 1985.
- Ronald Liversedge, les Souvenirs de la À Ottawa Trek, éd. Victor De Givre. Toronto: McClelland and Stewart, 1973.
- John Manley, Les Communistes, les Révolutionnaires, le Syndicalisme, et de la "Troisième Période" : Les Travailleurs de l'Unité de la Ligue, 1929-1935,” Journal de la société Historique du Canada, Nouvelle Série, vol. 5 (1994): 167-194.
- Bill Waiser, Tout l'Enfer ne Peut pas Nous Arrêter: Le Sur-Ottawa Trek et Regina Émeute. Calgary: Cinquième Maison, 2003.